# 궁쇄주렴
《궁쇄주렴》(중국어 간체자: 宫锁珠帘, 정체자: 宮鎖珠簾, 병음: Gōng suǒ zhū lián 궁쒀주롄[*], 영어: Palace II 페레스 투[*])은 중국의 텔레비전 드라마.

## 등장 인물
- 하성명(何晟铭) : 윤진(胤禛) 역
- 두순(杜淳) : 윤려(允禮) 역
- 위안산산 : 련아(憐兒) 역
- 수창(舒畅) : 박해당(薄海棠) / 박모단(薄牡丹) 역
- 장자니(张嘉倪) : 경가옥수(耿佳·玉漱) 역
- 왕양(王阳) : 이위(李衛) 역
- 양미 : 청천 역